# ケープメイ郡 (ニュージャージー州)
ケープメイ郡（英: Cape May County）は、アメリカ合衆国ニュージャージー州の南端に位置する郡である。人口は9万5263人（2020年） 。郡庁所在地はミドル・タウンシップに属する国勢調査指定地域であるケープメイコートハウスであり、同郡で人口最大の自治体はローワー・タウンシップである。
ケープメイ郡はオーシャンシティ都市圏に属し、またデラウェア・バレー広域都市圏に入っている。

## 地理

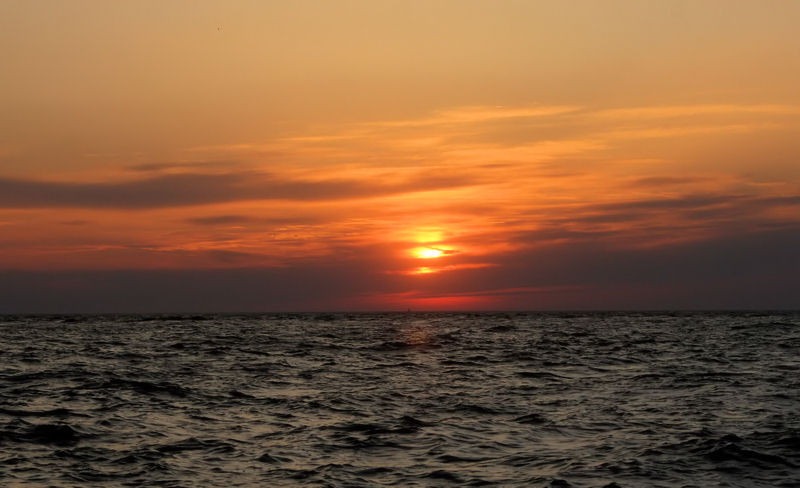
ジャージー海岸にあるメイ岬（Cape May）の夕陽

郡の大半はデラウェア湾に突き出た半島にある。平坦であり、海岸に面している。郡内標高の最低地点は海面であり、最高地点は郡北部隅にあるベルプレーン州有林の3か所であり、海抜約60フィート (18.2 m) である。
アメリカ合衆国国勢調査局に拠れば、郡域全面積は620.42平方マイル (1,606.9 km2)であり、このうち陸地251.42平方マイル (651.2 km2)、水域は368.99平方マイル (955.7 km2)で水域率は59.47%である。

### 気候
ケープメイ郡はニュージャージー州の南端にあり、冬はかなり温暖である。対照的に夏は州内他地域に比べて気温が低く、暑熱を逃れる場所として人気がある。植物耐寒性区分ではバージニア州海岸部と同じ7a/7bにあり、湿潤で温暖である。昔からイチイ、ツゲ、サトウカエデなど北東部の植生を育てるのに適している。冬に暖かいので、シュロやヤシなど耐寒性のヤシが景観にマッチしている。これらの植物はサンディフックからメイ岬までニュージャージー州の海岸部に長年生き残ってきた。ワイン用ブドウの栽培にも適しており、年間の生育期間が長い。ワイン産業が成長しており、ブドウ園と醸造所が4か所運営されている。また造成中のものも3か所ある。以前はライマメの生産が盛んだったが、急速にブドウに置き換えられている。
ケッペンの気候区分では、ニュージャージー州に典型的な温暖湿潤気候("Cfa") にあり、温かい夏と寒い冬が特徴である。
郡庁所在地ケープメイコートハウスにおける近年の平均気温は、1月の22°F (-6 ℃) から7月の85°F (29 ℃) まで変化している。過去最低気温は1942年1月に記録された-22°F (-30 ℃)、過去最高気温は1993年7月に記録された103°F (39 ℃) だった。月間平均降水量は6月の2.91インチ (74 mm) から8月の4.68インチ (119 mm) までの変化がある。

### 隣接する郡
- アトランティック郡 - 北
- カンバーランド郡 - 北西
- ケント郡 (デラウェア州) - 西、デラウェア湾の対岸
- サセックス郡 (デラウェア州) - 南西、デラウェア湾の対岸

### 国立保護地域
- ケープメイ国立野生生物保護区

## 人口動態
以下は2010年国勢調査による人口統計データである。（　）内に2000年データを示す。
| 基礎データ - 人口: 97,265人 (102,326人) - 世帯数: 40,812 世帯 (42,148 世帯) - 家族数: 25,956 家族 (27,354 家族) - 人口密度: 149.4人/km2（386.9人/mi2）(155, 401) - 住居数: 98,309軒 (91,047軒) - 住居密度: 151軒/km2（391軒/mi2）(138, 357) 人種別人口構成 - 白人: 89.83% (91.57%) - アフリカン・アメリカン: 4.69% (5.06%) - ネイティブ・アメリカン: 0.21% (0.18%) - アジア人: 0.86% (0.65%) - 太平洋諸島系: 0.04% (0.04%) - その他の人種: 2.47% (1.35%) - 混血: 1.91% (1.16%) - ヒスパニック・ラテン系: 6.22% (3.30%) 先祖による構成（2000年データ） - アイルランド系：23.0% - イタリア系：16.7% - ドイツ系：15.9% - イギリス系：9.4% - アメリカ人：5.8% | 年齢別人口構成 - 18歳未満:18.9% (22.3%) - 18-24歳: 18.8% (6.4%) - 25-44歳: 20.1% (25.5%) - 45-64歳: 31.6% (25.6%) - 65歳以上: 21.6% (20.2%) - 年齢の中央値: 47歳 (42歳) - 性比（女性100人あたり男性の人口） - 総人口: 94.6 (92.6) - 18歳以上: 92.4 (88.8) 世帯と家族（対世帯数） - 18歳未満の子供がいる: 21.6% (26.1&) - 結婚・同居している夫婦: 48.3% (50.5%) - 未婚・離婚・死別女性が世帯主: 11% (10.9%) - 非家族世帯: 36.4% (35.1%) - 単身世帯: 31.2% (30.2%) - 65歳以上の老人1人暮らし: 15.5% (14.7%) - 平均構成人数 - 世帯: 2.32人 (2.36人) - 家族: 2.89人 (2.94人) 収入と家計（2000年データ） - 収入の中央値 - 世帯: 41,591米ドル - 家族: 51,402米ドル - 性別 - 男性: 39,340米ドル - 女性: 27,621米ドル - 人口1人あたり収入: 24,172米ドル - 貧困線以下 - 対人口: 8.6% - 対家族数: 6.4% - 18歳未満: 11.7% - 65歳以上: 7.3% |

## 郡政府
ケープメイ郡は5人の委員で構成される郡政委員会が統治している（ニュージャージー州では "Board of Chosen Freeholders" と呼ばれる）。委員は郡全体を選挙区に党派選挙で選ばれ、任期は3年間である。毎年1人または2人が改選される。
州憲法で定められる郡役人としては、郡保安官、検認判事、郡事務官の3人が選挙で選ばれている。
アメリカ合衆国下院議員では、ニュージャージー州第2選挙区がケープメイ郡全体が入っている。2013年時点では共和党員を選出している。

## 政治
ニュージャージー州全体は民主党を支持する傾向にあるが、ケープメイ郡は共和党支持である。2008年アメリカ合衆国大統領選挙では、共和党のジョン・マケインが、民主党のバラク・オバマに8.6%の差を付けて郡を制した。ただし、州全体ではオバマが15.5%の差を付けて勝利した。ニュージャージー州議会では第1選挙区にあり、2013年時点では、上院1人、下院2人の全て民主党が独占している。

## 経済
ケープメイ郡には、デラウェア湾と大西洋の間の海浜があるので、観光業が主要産業である。夏の観光シーズンには（伝統的に5月のメモリアルデイから、9月のレイバーデイまで）、観光客数と地元住民の比率が9対1になる。商業漁業も重要な産業である。2005年の水揚げ高は6,810万米ドルとなり、国内第5位だった。2009年には7,370万米ドルとなり、国内第4位の座をうかがっていた。水揚げ重量では9,750万ポンド (4,400 トン) となり、国内第13位である。

## 都市と町
ケープメイ郡には下記の自治体がある。国勢調査指定地域と未編入の町はその所属するタウンシップの下に挙げる。名称の後の数字は右図の番号である。

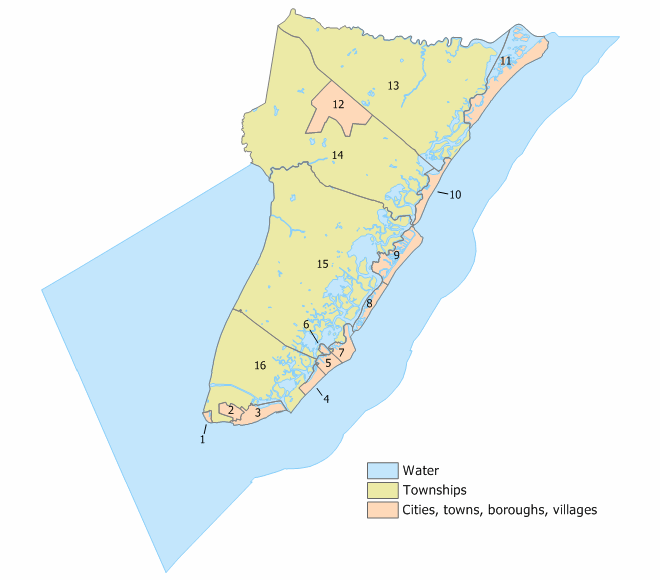
ケープメイ郡の自治体

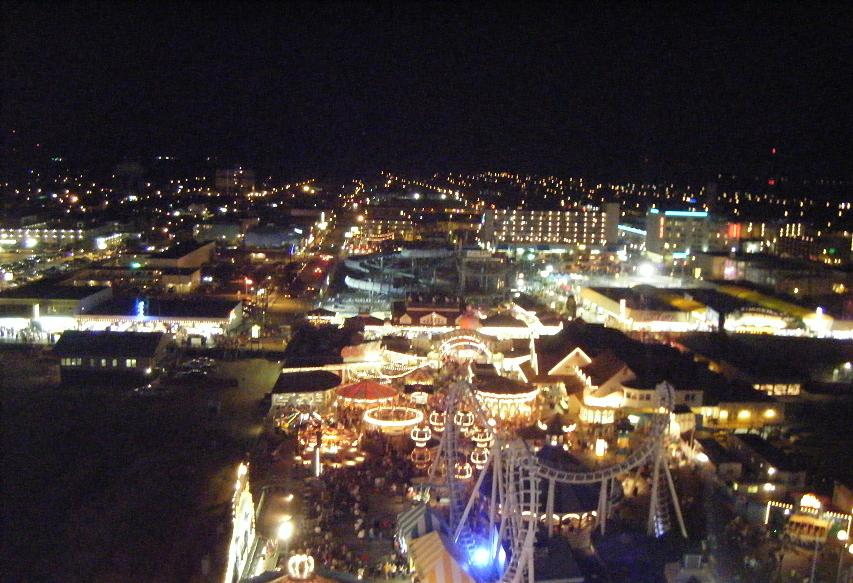
夜のワイルドウッド市

- アバロン・ボロ、9
- ケープメイポイント・ボロ1
- ケープメイ市、3
- デニス・タウンシップ、14
  - デニスビル
  - オーシャンビュー
  - サウスデニス
- ローワー・タウンシップ、16
  - ダイアモンドビーチ
  - アーマ
  - ノースケープメイ
  - ビラス
- ミドル・タウンシップ、15
  - ケープメイコートハウス
  - ゴーシェン
  - グリーンクラーク
  - リオグランデ
  - バーリー
  - ホワイツボロ
- ノースワイルドウッド市、7
- オーシャンシティ、11
- シーアイルシティ、10
- ストーンハーバー・ボロ、8
- アッパー・タウンシップ13
  - ビーズリーズポイント
  - マーモラ
  - ストラスミア
  - タッカホー
- ウェストケープメイ・ボロ、2
- ウェストワイルドウッド・ボロ、6
- ワイルドウッドクレスト・ボロ、5
- ワイルドウッド市、4
- ウッドバイン・ボロ、12

## 教育
1964年に設立されたアトランティック・ケープ・コミュニティカレッジが、メイズランディングとケープメイコートハウスにキャンパスを置いており、アトランティック郡とケープメイ郡の学生を受け入れている。
ニュージャージー州立大学であるラトガース大学がアトランティック・ケープ・コミュニティカレッジと提携し、メイズランディングのキャンパスで学士課程を教えている。

## ワイン醸造所
- ケープメイ・ワイナリー & ビニヤード
- ホークヘイブン・ビニヤード & ワイナリー
- ジェシークリーク・ワイナリー
- ナタリ・ビニヤード
- タード・ビニヤード & ワイナリー
- ウィロウクリーク・ワイナリー

## 著名な出身者
- ハリエット・タブマン、アフリカ系アメリカ人奴隷制度廃止運動の指導者、地下鉄道 (秘密結社)を通じて数多い奴隷の解放を助けた。1850年頃、ケープメイのホテルで働いていた[15]